# Minhwa

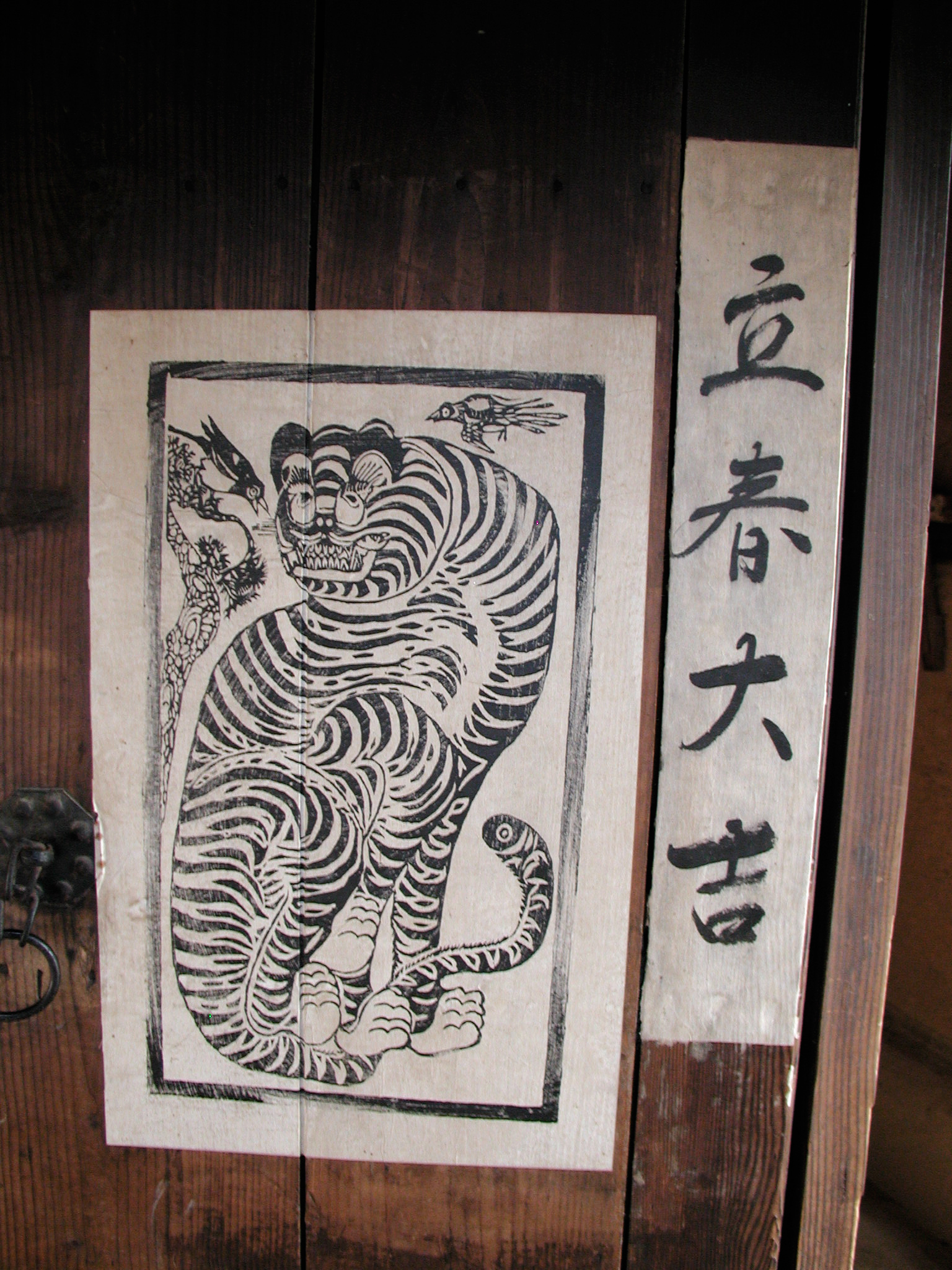
Tigre et couple de pies (kkachi horangi,). Gravure sur bois. Estampe populaire minhwa sur la porte d'un village folklorique coréen (Minsokchon) à Yongin, Gyeonggi-do, pour célébrer le nouvel an, lors de la fête du Printemps et apporter la prospérité pour l'année à venir.

Minhwa (hangeul : 민화 ; hanja : 民畵 ; en chinois simplifié : 民画 ; chinois traditionnel : 民畫 ; pinyin : mínhuà) est un terme coréen désignant les images des arts populaires.

## Un art populaire
Selon Pierre Cambon l'expression minhwa peut être traduite par « art populaire ». L'historienne de l'art coréen Burgling Jungman ne fait allusion qu'aux peintures « prétendument folkloriques » [so-called folk paintings] qu'elle a du mal à distinguer clairement de la peinture décorative de la cour. Elle prend pour exemple deux thèmes, « Dix symboles de longévité » et « Livres et matériel de lettré », thèmes qui donnent lieu à une grande variété de traitements, depuis le rendu détaillé et illusionniste jusqu'à un rendu d'apparence « folklorique » [folksy rendition] avec une simplification des formes qui n'est pas sans solliciter « nos regards modernistes » (our modernist eyes) du début du XXe siècle. Jane Portal, conservatrice au British Museum, fait elle aussi le rapprochement, pour évoquer l'art populaire de la fin de l'époque Joseon, entre les images de dévotion bouddhiste, les images produites lors des pratiques chamaniques, l'art décoratif de la cour employant des motifs taoïstes d'origine populaire et, enfin, un art populaire non religieux où l'on retrouve les paravents aux multiples décors.
Ce terme d'origine chinoise, a été importé, effectivement, en Corée par le philosophe japonais Yanagi Sōetsu (柳 宗悦, 21 mars 1889 — 3 mai 1961), également connu sous le nom Yanagi Muneyoshi. Cet écrivain, penseur et collectionneur japonais est à l'origine du mouvement artistique japonais mingei [民芸運動, みんげいうんどう, mingei undō], centré sur les arts populaires. Il a été l'instigateur du musée d'arts populaires, fondé en 1924, devenu Musée folklorique national de Corée après la Libération. Il créa également en 1936 le musée d'Artisanat folklorique japonais (日本民藝館, Nihon Mingeikan) à Tokyo. 
Les techniques pratiquées sont très variées, parmi lesquelles peinture, calligraphie à l'encre de Chine et estampes ont une grande place. Les supports sont aussi très variés, qu'il s'agisse de petites estampes, de rouleaux verticaux pour cérémonies chamaniques ou de grands paravents décoratifs.  
On y trouve de nombreux sujets : aussi bien des thèmes liés aux croyances populaires et au bouddhisme ou aux pratiques chamaniques qu'à des événements importants de la vie, mais pas seulement. Les munjado [문자도] sont de grands motifs décoratifs composés de caractères han calligraphiés sur papier et des images qui détournent un caractère han en y ajoutant différents motifs. Ces munjado sont utilisés comme éléments du décor de certains paravents à plusieurs feuilles utilisés par les Coréens. 
Les motifs que l'on rencontre sur les paravents coréens de l'époque Joseon sont ainsi les munjado, mais aussi les fleurs et oiseaux, les scènes de genre, les paysages, ou les bibliothèques (chaekgori).
Cependant les peintres de paravents pouvaient aussi être des peintres de la cour et du roi mais, comme leurs revenus étaient faibles, il leur était nécessaire de réaliser des peintures pour la population commune, qu'il s'agisse de yangban lettrés, ou de la classe moyenne supérieure (jungin ou chungin). Ils pratiquaient ainsi le commerce de leur art à la fin de la dynastie Joseon, aux XVIIIe et XIXe siècles. 
On rencontre aussi des kkachi horangi (까치 호랑이) : un genre très courant de minhwa qui confronte des pies à des tigres. Dans les peintures de kkachi horangi, le tigre, auquel est intentionnellement donnée une apparence ridicule et stupide (d'où son surnom de « tigre idiot » 바보 호랑이), représente l'autorité et le yangban, membre de l'aristocratie, tandis que la pie, digne, représente l'homme du commun. Par conséquent, les peintures de kkachi horangi des pies et des tigres jetaient un regard satirique sur la structure hiérarchique de la société féodale de la période Joseon. Le motif du tigre se rencontre sur une multitude d'images en Corée, en lien avec diverses traditions depuis le chamanisme jusqu'au bouddhisme. On le trouve parfois en compagnie d'immortels issus de la mythologie taoïste chinoise. Il est surtout, en Corée, associé au culte des montagnes. C'est dans ce cadre qu'on le trouve au pied d'un pin sur lequel est perché une pie, voire un moineau. Le tigre, représenté dans un style caricatural, évoque l'arrogance du yangban, l'aristocrate ; l'oiseau évoque le petit peuple, pas impressionné du tout et fier.
Selon les termes choisis par le Musée national des arts et traditions populaires de Corée, à Séoul  (National Folk Museum of Korea) : « L'art folklorique traditionnel coréen, minhwa, est une peinture colorée populaire du XVIIe au XIXe siècle, jusqu'à la fin de l'ère Joseon.

Beaucoup ont été peintes par des artistes anonymes et partagées entre les roturiers pour enrichir la vie quotidienne des Coréens.
Libre des contraintes formelles, minhwa exprime son désir honnête et ses bons souhaits pour les autres avec des couleurs vives, de l'humour et de l'espoir.

Tout en évoquant une profonde empathie et familiarité chez l'observateur, c'est une partie inestimable du patrimoine culturel coréen. »
C'est probablement en lien avec la tradition des minhwa que la Corée est l'un des pays les plus prolifiques dans le domaine des livres illustrés pour la jeunesse. Un grand nombre d'entre eux font appel aux motifs du tigre et de la grand-mère, omniprésents dans les contes populaires coréens et qui restent aujourd'hui, dans cette littérature, des personnages récurrents.

## Galerie

Minhwa. Période Joseon.
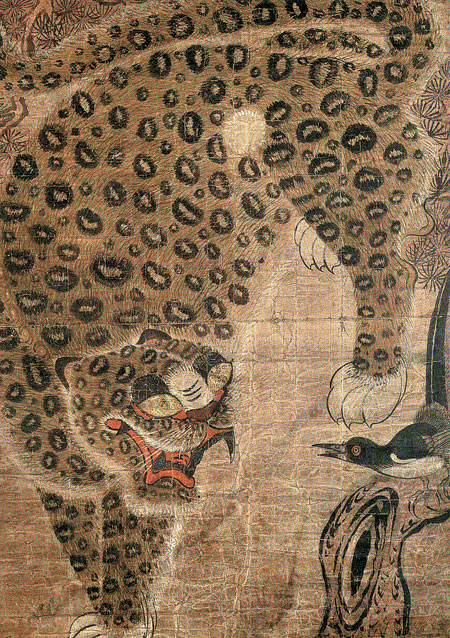
Deux personnages des contes populaires : le tigre et la pie. Peinture populaire.
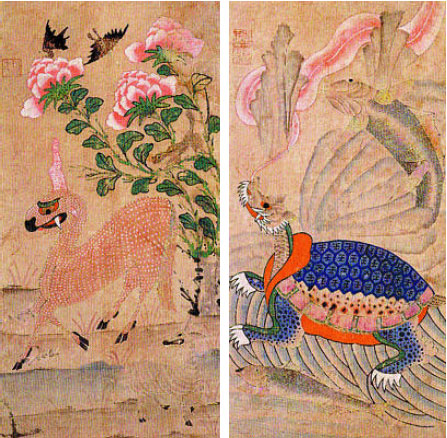
Deux symboles taoïstes: La biche et la tortue. Peinture populaire.
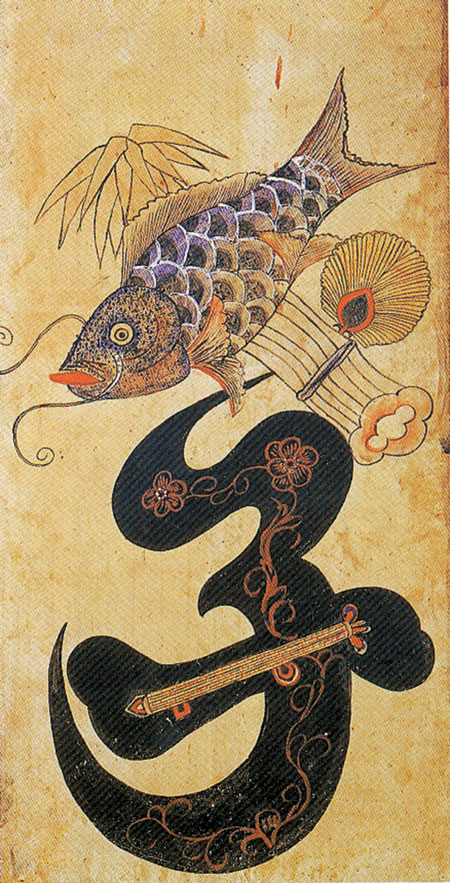
Paravent à décor de caractère chinois, Munjado (문자도), XIXe siècle. Dynastie Joseon. Musée national des arts et traditions populaires. Séoul
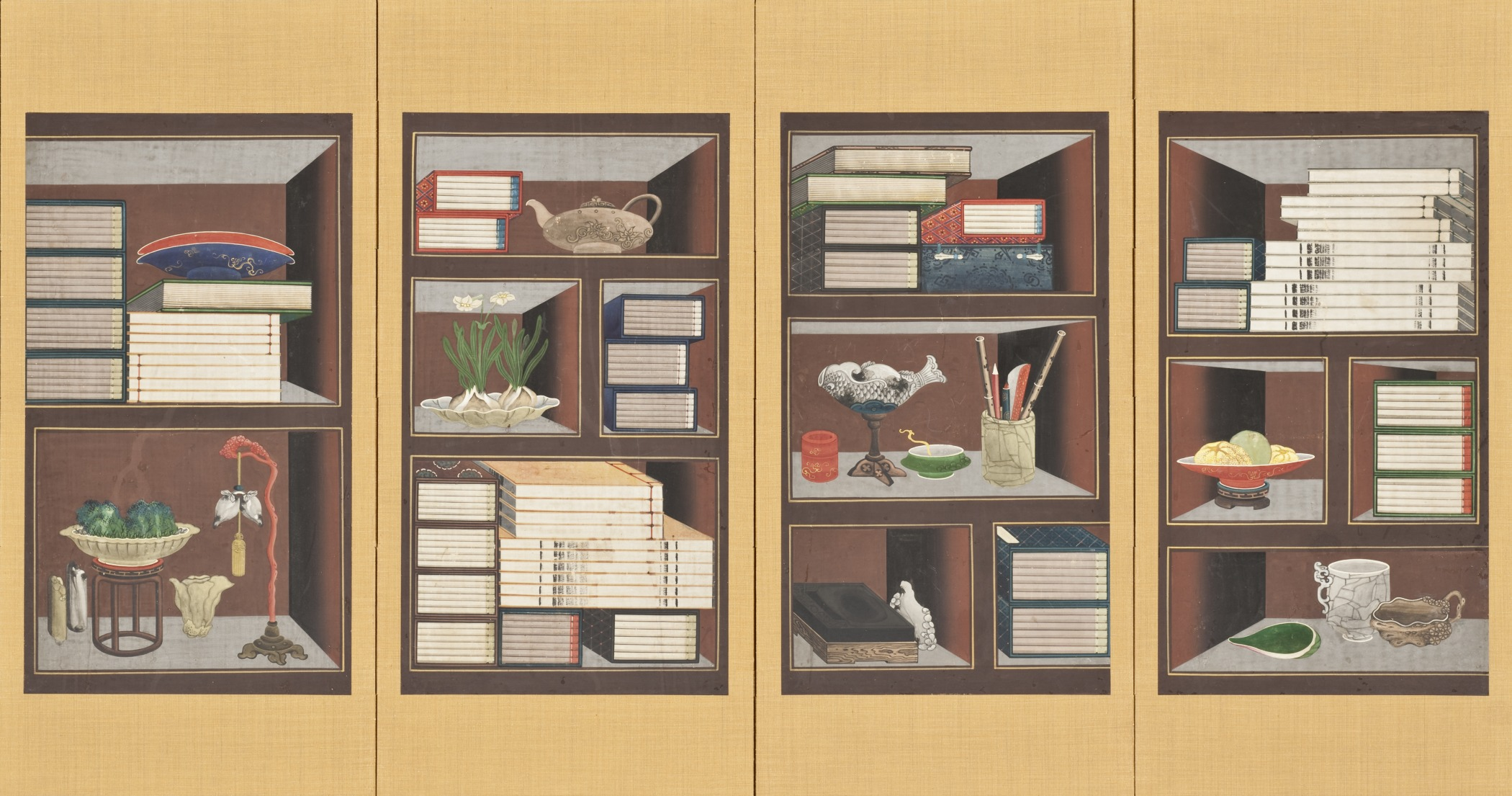
Paravent à décor de bibliothèque de lettré (Chaekgori).